# Il cavaliere del Santo Graal
Il cavaliere del Santo Graal (El Capitán Trueno y el Santo Grial) è un film spagnolo del 2011 diretto da Antonio Hernández.
Il film è tratto da una serie di fumetti spagnoli Capitán Trueno di Víctor Mora. Il film è stato distribuito nelle sale italiane il 27 luglio 2012. Sergio Peris-Mencheta appare nel ruolo principale.
Il film è stato girato presso Valencia e presso la Ciudad de la Luz di Alicante, entrambe facenti parte della Comunità Valenciana spagnola.

## Trama
Durante le crociate, Capitán Trueno, Cavaliere al servizio di Re Riccardo, salva da una fortezza in Terra Santa alcuni prigionieri cristiani. Tra questi in una cella trova un prigioniero che dopo avere visto uno strano simbolo inciso a fuoco sul suo collo, gli affida il Santo Graal, dicendogli di proteggerlo e in riportarlo in Spagna ai Cavalieri Custodi, affidandolo ad un certo Morgano. Il Cavaliere molto scetticamente prende il Calice di cui non conosce l'importanza, promettendo di riportarlo in Spagna quando gli sarà possibile. Durante l'assalto il simbolo marcato sul collo lo salva da morte certa da parte di un principe arabo che avendolo visto gli risparmia la vita. Rientrato al campo sorprendentemente Re Riccardo gli ordina di rientrare in Spagna a causa di un messaggio ricevuto e gli ordina di portare nel viaggio di ritorno anche la bellissima Principessa Sigrid. Arrivato in Spagna, tra magia, streghe, forze del male e combattimenti, scoprirà il vero significato del marchio che porta e la grande importanza del Calice. Troverà anche l'amore della bella Principessa.